# 東京都立四谷商業高等学校
東京都立四谷商業高等学校（とうきょうとりつ よつやしょうぎょうこうとうがっこう）は、かつて東京都中野区上鷺宮五丁目に所在した東京都立商業高等学校。略称は「四ツ商」（よつしょう）で、「四商」(よんしょう)と略される東京都立第四商業高等学校と間違われ易い。全日制は2007年3月に閉校となった。

## 概要
1924年に東京市立四谷商業実務学校として開校した。
都立高校改革推進計画に基づき、全日制・夜間定時制ともに鷺宮、石神井、大泉、第四商業の各夜間定時制と統合され、2007年にはこの学校の校舎内で稔ヶ丘高等学校が開校した。2010年までは本校の夜間定時制と稔ヶ丘高校とが同じ校舎内で併存する形となっていた。

## 沿革
- 1924年 - 東京市立四谷商業実務学校として旧四谷区愛住町80番地の四谷高等小学校内に創立
- 1935年 - 東京市立四谷商業学校（夜間）となり、四谷区三光町47番地の四谷第五尋常小学校内に移転
- 1943年 - 都制実施により、東京都立四谷商業学校となる
- 1944年 - 戦時教育令により、東京都立四谷商業学校廃止
- 1946年 - 東京都立四谷商業学校復活
- 1948年 - 新制の東京都立四谷商業高等学校になる
- 1962年 - 全日制課程設置
- 1963年 - 現在地に移転
- 2004年 - 創立80周年
- 2007年 - 全日制課程を稔ヶ丘高等学校に統合し閉課、定時制課程募集停止
- 2010年 - 定時制課程を稔ヶ丘高等学校に統合し閉課・閉校

## 教育課程
- 全日制課程（2007年閉課程）
- 定時制課程（2010年閉課程）

## 交通
- 西武新宿線 下井草駅下車 徒歩約7分
- 西武池袋線 富士見台駅下車 徒歩約14分
- K01/K02：「稔ヶ丘高校」又は「稔ヶ丘高校入口」バス停下車（2009年5月現在）徒歩

## 著名な出身者
- ハヤシ、カヨ - ミュージシャン（POLYSICS）
- 立川明日香 - 元新座市議会議員
- 中野英雄 - 俳優 ※中退